# Clandestino (canción de Shakira)
«Clandestino» es una canción de la cantante y compositora colombiana Shakira y el cantautor y compositor colombiano Maluma, fue  lanzada el 8 de junio de 2018 a través de Ace Entertainment y Sony Music Latin. Shakira y Maluma trabajaron en la canción durante abril de 2018.[cita requerida] Fue escrita y producida por los dos intérpretes junto a Edgar Barrera. De acuerdo con Rolling Stone, la canción sirvió como sencillo promocional

## Antecedentes
Shakira y Maluma trabajaron en la canción en abril de 2018 en Barcelona, España, mientras que Maluma estuvo allí para una sesión de fotos de Billboard junto a Shakira. Esta es la cuarta colaboración entre los dos artistas colombianos, después del remix de Carlos Vives y «La bicicleta», «Chantaje» y «Trap» de Shakira.

## Recepción

### Comercial
En Estados Unidos, «Clandestino» debutó en el número 17 de la lista Hot Latin Songs, con ventas en la primera semana de 5,000 copias. 
  En España, la canción debutó en el número 24 de la lista oficial de sencillos de Promusicae y alcanzó el número 13. En Italia, debutó en el número 76, mientras que en Suiza, la canción ingresó en al número 32.
En su día de estreno la canción se colocó en el primer lugar de iTunes en 18 países como Argentina, Azerbaiyán, Chile, Colombia, Costa Rica, Ecuador, España, Honduras, Letonia, Líbano, México, Micronesia, Moldavia, Panamá, Paraguay, Perú y República Dominicana, al igual que también toco el primer lugar de iTunes Estados Unidos en la categoría latina.

### Crítica
Rolling Stone clasificó la canción en el número seis en su lista de los «20 Mejores sencillos latinos de 2018». La canción hizo que la lista «Los 100 mejores sencillos de 2018» de Idolator la colocara en el número 18 y la llamara "la mejor cultivada". La canción también se posicionó en el número 14 en la elección de los críticos de Billboard por «Las 20 mejores canciones latinas de 2018».

## Videos

### Audio
El video/audio lanzado el 8 de junio a YouTube logró más de 2.3 millones de vistas en sus primeras 24 horas. Hasta el momento contabiliza más de 400 millones en la plataforma de YouTube.

### Video vertical
El 29 de junio fue lanzado un vídeo vertical en la plataforma de Spotify, en él se ve a Shakira en un auto de camino a su concierto en Lisboa pasadas a escenas donde se le puede ver con el vestuario utilizado para el video de la canción «La bicicleta». En las escenas de Maluma se puede ver en un avión, de camino a Tel Aviv donde también él se presentaría.
Shakira subió un adelanto de 16 segundos del video vertical a su cuenta oficial en YouTube. Posteriormente fue subido a dicha plataforma y actualmente cuenta con más de 10 millones de visitas.

### Video musical
El video musical se filmó entre el 26 y 27 de junio en una playa cerca de Barcelona, la ubicación de la grabación de la canción, y se lanzó el 27 de julio. El video obtuvo cinco millones de visitas en sus primeras 24 horas de estreno en YouTube. Actualmente cuenta con más de 320 millones de reproducciones.

## Premios y nominaciones
| Año  | Categoría                     | Premiación                   | Resultado | Ref.   |
| ---- | ----------------------------- | ---------------------------- | --------- | ------ |
| 2019 | Canción latina del año        | iHeartRadio Music Awards     | Nominada  | [ 19 ] |
| 2019 | Colaboración Pop/Rock del año | Premio Lo Nuestro            | Nominada  | [ 20 ] |
| 2019 | Canción Pop latina del año    | Billboard Latin Music Awards | Nominada  |        |

## Posicionamiento en listas
| Lista (2018)                                    | Mejor posición |
| ----------------------------------------------- | -------------- |
| Argentina (Argentina Hot 100)                   | 8              |
| Argentina (Monitor Latino)                      | 4              |
| Bélgica (Flandes) (Ultratip Bubbling Under)     | 16             |
| Bélgica (Valonia) (Ultratip Bubbling Under)     | 14             |
| Bolivia (Monitor Latino)                        | 1              |
| Brasil (Hot 100 Airplay)                        | 79             |
| Chile (Monitor Latino)                          | 3              |
| Colombia (National-Report)                      | 1              |
| Colombia (Monitor Latino)                       | 2              |
| Costa Rica (Monitor Latino)                     | 1              |
| Croacia Airplay (HRT)                           | 28             |
| Ecuador (National-Report)                       | 7              |
| El Salvador (Monitor Latino)                    | 7              |
| Eslovaquia (Singles Digitál Top 100)            | 80             |
| España (PROMUSICAE)                             | 13             |
| Estados Unidos (Bubbling Under Hot 100 Singles) | 15             |
| Estados Unidos (Billboard Latin Airplay)        | 1              |
| Estados Unidos (Hot Latin Songs)                | 7              |
| Estados Unidos (Billboard Latin Pop Songs)      | 1              |
| Francia (SNEP)                                  | 79             |
| Guatemala (Monitor Latino)                      | 5              |
| Hungría (Single Top 40)                         | 11             |
| Italia (FIMI)                                   | 76             |
| México (Monitor Latino)                         | 1              |
| México Airplay (Billboard)                      | 1              |
| México Spanish Airplay (Billboard)              | 1              |
| Panamá (Monitor Latino)                         | 1              |
| Paraguay (Monitor Latino)                       | 1              |
| Perú (Monitor Latino)                           | 13             |
| Polonia (Dance Top 50)                          | 14             |
| Portugal (Monitor Latino)                       | 1              |
| Portugal (AFP)                                  | 40             |
| Puerto Rico (Monitor Latino)                    | 1              |
| República Dominicana (SODINPRO)                 | 16             |
| Suiza (Schweizer Hitparade)                     | 32             |
| Uruguay (Monitor Latino)                        | 1              |
| Venezuela (National-Report)                     | 29             |

### Listas de fin de año
| Lista (2018)                               | Posición |
| ------------------------------------------ | -------- |
| Argentina (Monitor Latino)                 | 31       |
| Estados Unidos Hot Latin Songs (Billboard) | 24       |

## Certificaciones
| País    | Organismo certificador | Certificación | Ventas Certificadas | Ref.   |
| ------- | ---------------------- | ------------- | ------------------- | ------ |
| España  | PROMUSICAE             | 2× Platino    | 80 000              | [ 4 ]  |
| México  | AMPROFON               | 4× Platino    | 240 000             | [ 60 ] |
| Polonia | ZPAV                   | Oro           | 10 000              | [ 61 ] |

## Historial de lanzamiento
| Región  | Fecha              | Formato                     | Discográfica     | Ref.  |
| ------- | ------------------ | --------------------------- | ---------------- | ----- |
| Mundial | 8 de junio de 2018 | Descarga digital, Streaming | Sony Music Latin | [ 2 ] |